# Marînivka, Starobilsk
Marînivka (în ucraineană Маринівка) este un sat în comuna Nîjnopokrovka din raionul Starobilsk, regiunea Luhansk, Ucraina.

## Demografie
Componența lingvistică a localității Marînivka
     Ucraineană (92,47%)
     Rusă (7,53%)
Conform recensământului din 2001, majoritatea populației localității Marînivka era vorbitoare de ucraineană (92,47%), existând în minoritate și vorbitori de rusă (7,53%).